# Mytilinidiaceae
Die Mytilinidiales sind eine Ordnung der Pleosporomycetidae mit der einzigen Familie Mytilinidiaceae innerhalb der Abteilung der Schlauchpilze.

## Merkmale
Die Mytilinidiales formen als Fruchtkörper sogenannte Pseudothecien. Diese sind kugelig bis verkehrt eiförmig bis seitlich stark zusammengedrückt, aufrecht, austerförmig oder auch axtförmig. Sie stehen hochkant, mit den seitlichen Wänden mehr oder weniger dicht zusammengehend und vertikal verlängert zu einem längslaufenden Kiel oder einer kammförmigen Spitze. Das Peridium ist parenchymartig und dünnwandig und umschließt ein Hamathecium (das Gewebe zwischen den Schläuchen), das aus schmalen balkenartigen Pseudoparaphysen besteht und aus einer Gelmatrix entspringt. Bei Reife ist es aber oft sehr spärlich oder fehlt ganz. Die bitunicaten Schläuche entstehen basal, selten auch lateral und enthalten acht Sporen, die in einer sich überlappenden Einerreihe (uniseriat) oder Zweierreihe (biseriat) oder auch büschelig angeordnet sind. Sie sind durchscheinend, gelb bis dunkelbraun und zeigen oft eine bipolare Asymmetrie. In ihrer Form sind sie sehr vielfältig.

## Lebensweise und Verbreitung
Vertreter der Familie der Mytilinidiaceae sind meistens saprob auf holzigem Gewebe, besonders auf Nacktsamern. Wenige Arten leben mit Algen als Flechten. Sie sind weit verbreitet, besonders in gemäßigten Gebieten. Vertreter der Gloniaceae sind ebenfalls saprob. Die weit verbreitete Art Cenococcum geophilum bildet allerdings eine Ektomykorrhiza mit einer Vielzahl an Pflanzen.

## Systematik und Taxonomie
Die Familie der Mytilinidiaceae wurde bereits 1924 von Wilhelm Kirschstein erstbeschrieben.
Die Ordnung der Mytilinidiales wurde erst 2009 von Eric W.A. Boehm, Conrad L. Schoch und Joseph W. Spatafora erstbeschrieben, um die Familie der Mytilinidiaceae innerhalb der Pleosporomycetidae zu platzieren. Die Gattungen Glonium und die Gattung Cenococcum mit der einzigen, weit verbreiteten Art Cenococcum geophilum zählten bislang zur Ordnung, beide wurden aber, durch phylogenetische Daten gestützt, in eine eigene Familie Gloniaceae innerhalb der Ordnung der Mytilinidiales gestellt. Allerdings war diese Zuordnung durchaus noch umstritten. Daher wurde 2018 die Familie Gloniaceae in eine eigene Familie, die Gloniales gestellt. Die Mytilinidiales sind daher nun monotypisch. Das NCBI zählt noch die Familie der Argynnaceae zur Ordnung der Mytilinidiales.
Seit 2018 besteht die Ordnung nur noch aus einer Familie mit zurzeit (2020) neun Gattungen:
- Actidium
- Lophium
- Mytilinidion
- Ostreola
- Peyronelia
- Pseudocamaropycnis
- Quasiconcha
- Septonema
- Zoggium